# Parc de la Deûle
Pour les articles homonymes, voir Mosaïc (homonymie).
Le parc de la Deûle est un parc périurbain de 400 hectares du nord de la France structuré autour de la Haute-Deûle, qui a été créé pour protéger les champs captants irremplaçables du sud de la conurbation lilloise.
C'est un élément important de la Trame verte régionale et un important espace de récréation dans une région particulièrement densément urbanisée et pauvre en espaces verts (à peine 15 m2 par habitant au début des années 1990 pour la Communauté urbaine de Lille, à comparer aux 70 m2 par habitant pour Cologne par exemple).
Trente ans après les premières idées de parc, le projet paysager qui sous-tend l'aménagement du Parc, porté par trois paysagistes (équipe Jacques Simon - JNC International (Jean-Noël Capart, Yves Hubert)) a été primé en 2007 par le ministère chargé de l'Écologie, en étant Lauréat du « Prix du paysage 2006 ». En 2009, le projet recevait une autre distinction, européenne cette fois : le Prix du Paysage du Conseil de l'Europe.

## Le site
Il s'agit d'une riche mosaïque de milieux plus ou moins naturels ou anthropiques (incluant une zone d'agriculture périurbaine) aménagés sur une vaste zone d'anciens marais, en grande partie drainés et au-dessus d'un ensemble de champs captants irremplaçables.

## Histoire
Dans les années 1960, l'État propose la constitution d'un grand parc limitant la périurbanisation au sud de Lille pour protéger les nappes phréatiques menacées par la pollution urbaine et industrielle, avec une volonté de reverdir cette zone du sud de la métropole lilloise en la reliant à la proche agglomération de Lens. Mais le monde agricole s'oppose au projet jugé trop consommateur d'espace cultivable, par ailleurs également convoité par des industriels et une population à la recherche de terrains à bâtir[réf. nécessaire].
Après environ 20 ans de projets et d’études, le parc s'ébauche finalement dans les années 1990 autour d'un premier noyau de trois communes (Santes, Houplin-Ancoisne et Wavrin), sous la forme d'un syndicat mixte.
- En 1973, le schéma directeur recommandait une vaste zone de loisirs sur 2 500 ha et treize communes. De nombreuses études ont été faites. L’État a acquis 90 ha (via l'Agence de l'eau, pour protéger les nappes), mais sans réussir à fédérer les acteurs autour d'un projet commun de protection.
- Dans les années 1990, le contrat d’agglomération inclut un volet « parc de la Deûle ». L'Agence d'urbanisme de la communauté urbaine de Lille met en place un comité technique associant de nombreux acteurs et fait travailler des paysagistes et écologues sur le projet.

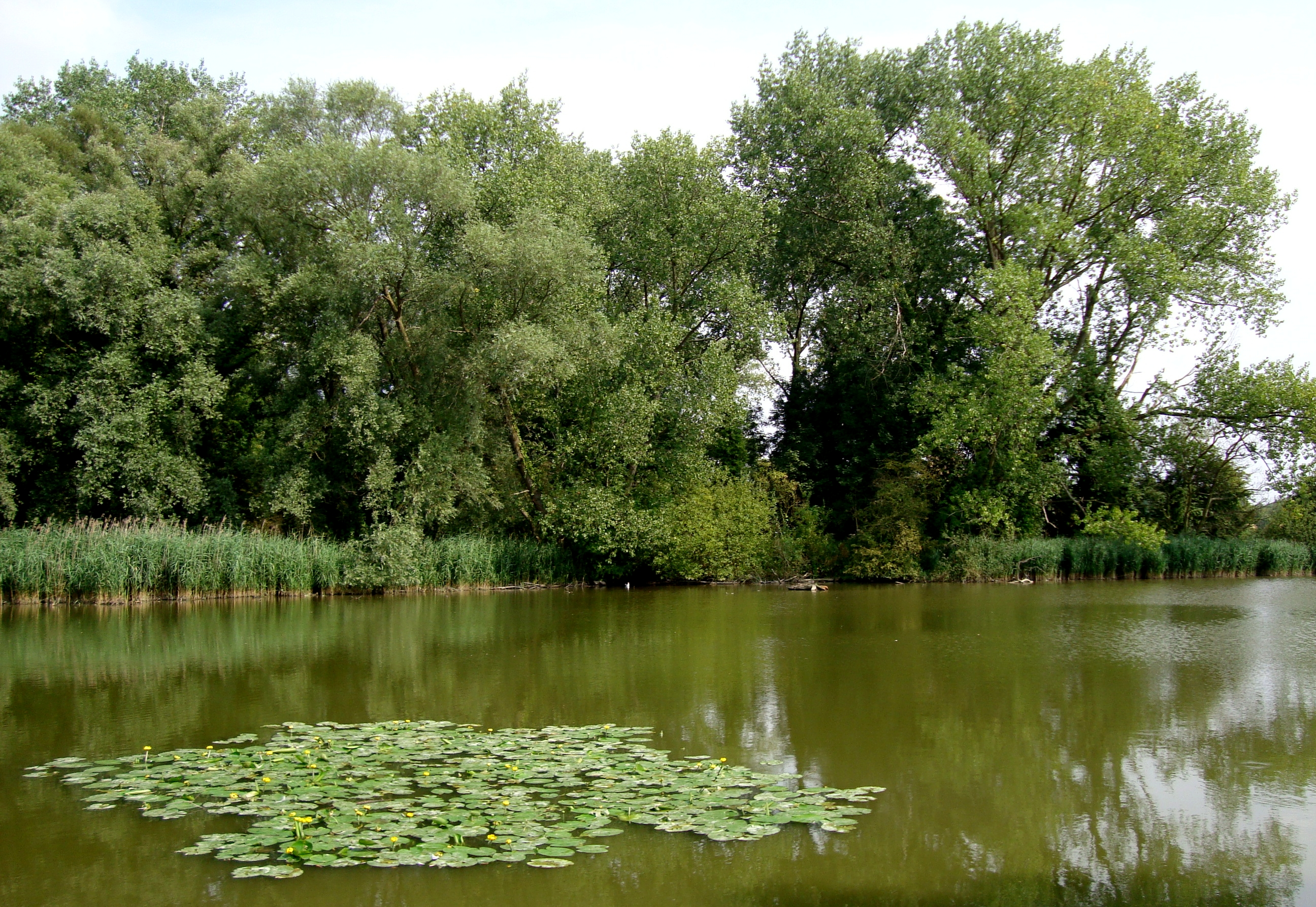
Le marais à Wavrin

- 1996: le parc devient un projet majeur et structurant pour la communauté urbaine et la région, intégrant une double vocation ; environnementale et d'agriculture périurbaine. Des prairies, boisements, alignements arborés, marais, cours d'eau et mares sont restaurés, avec des opérations originales de dédrainage et de « déseutrophisation », création d'un premier lombriduc, etc. La Tortue, petite rivière transformée en égout dans les années 1960-70 est renaturée. Localement des terrains ont été dépollués et un dépôt de milliers de pneus évacué.
- Années 2000 : De nombreux aménagements accueillent le public, en l'invitant à respecter les milieux fragiles, autour de 3 pôles correspondant à une activité dominante, sur les trois premières communes du Parc. En 2010, 80 ha de la Canteraine (zone où chantent les rainettes, étymologiquement) ont été ajoutées au Parc, pour protéger la nappe aquifère sous-jacente. 60 000 plants d'essences locales y ont remplacé une ancienne peupleraie.
- Années 2010 : des voies vertes et chemins de randonnées ont été aménagés, notamment le long de la Deûle et du canal de Seclin.

Les deux premiers pôles éco-paysagers aménagés ont été nommés « Nature retrouvée » (Santes) et « Nature domestiquée » (Houplin-Ancoisne).

## Pôle «Nature retrouvée»

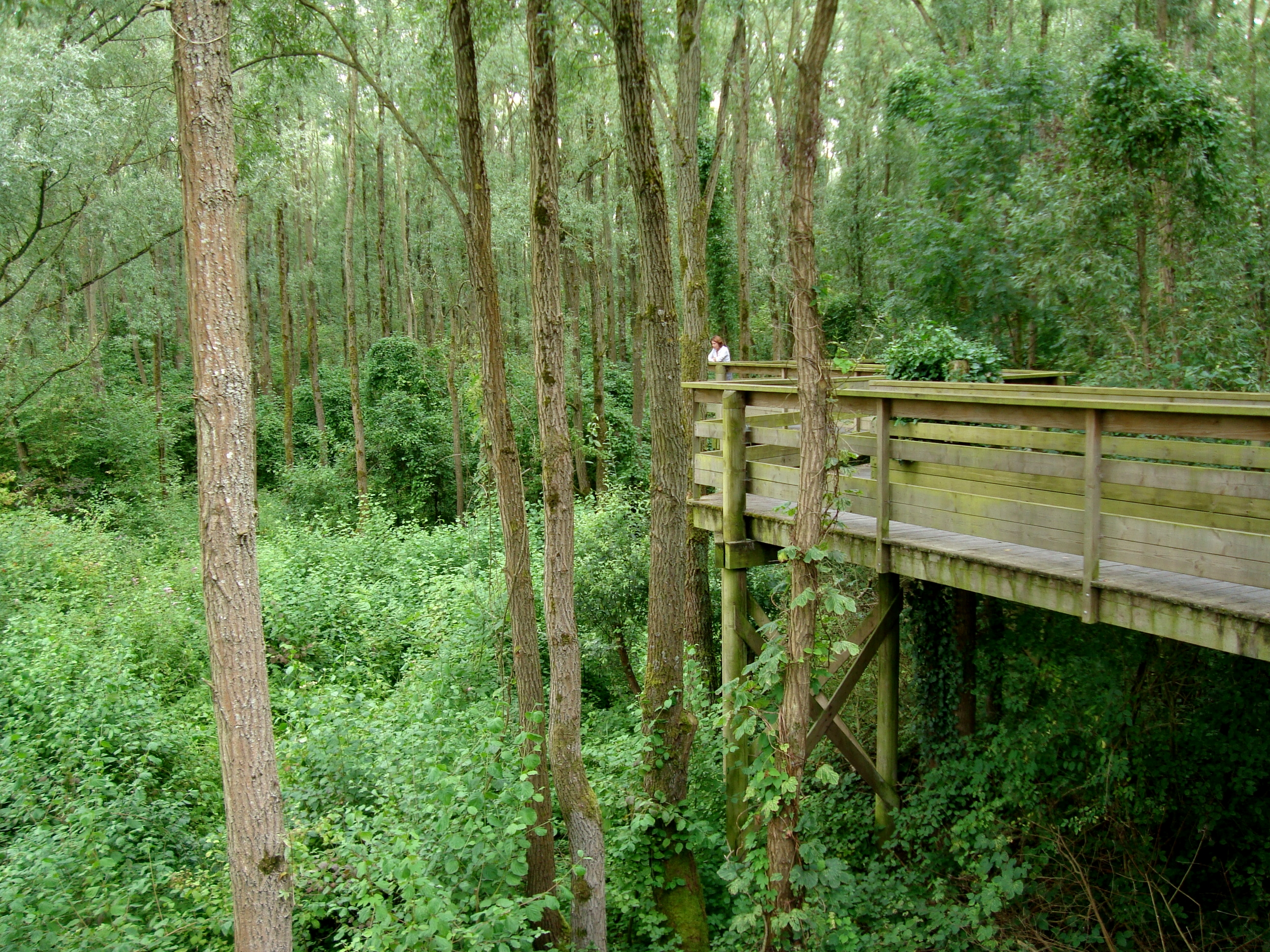
Le site de La Gite à Santes

À Santes, le site de « la Gîte », ancien dépôt de boues de curage de VNF, suivi par l'association naturaliste Santes-Nature pour ses aspects environnementaux est au cœur du concept de « nature retrouvée », jouant un rôle de réserve naturelle, bien qu'autrefois site industriel et de dépôt localement transformé en décharge sauvage et dépôts de pneus. Une passerelle de bois permet de découvrir les arbres et le site en pleine renaturation à trois mètres de hauteur.
Les bassins de décantation et les dépôts de boues issues du canal sont enrichis d’une végétation pionnière riche en biodiversité. Des plantes rares, une grande variété de champignons et une faune des milieux humides ajoutent à cette diversité, constitutive d’un véritable terroir.

## Parc «multifonctionnel»
- Protection de l'eau grâce aux zones humides reconstituées ;
- Opportunité d'agriculture périurbaine de qualité (il existait déjà un pôle d'agriculture biologique à Wavrin) ;
- Réseau de corridors biologiques, trame verte contribuant à diminuer la fragmentation écopaysagère ;
- Éducation à l'environnement et au développement durable (visites guidées, sentiers de découverte, observatoires..) ;
- Vitrine architecturale : D'anciennes écuries ont été restaurées selon les standards de la HQE (Haute qualité environnementale) et une ancienne ferme transformée en Centre d'initiation à l'environnement (également HQE).

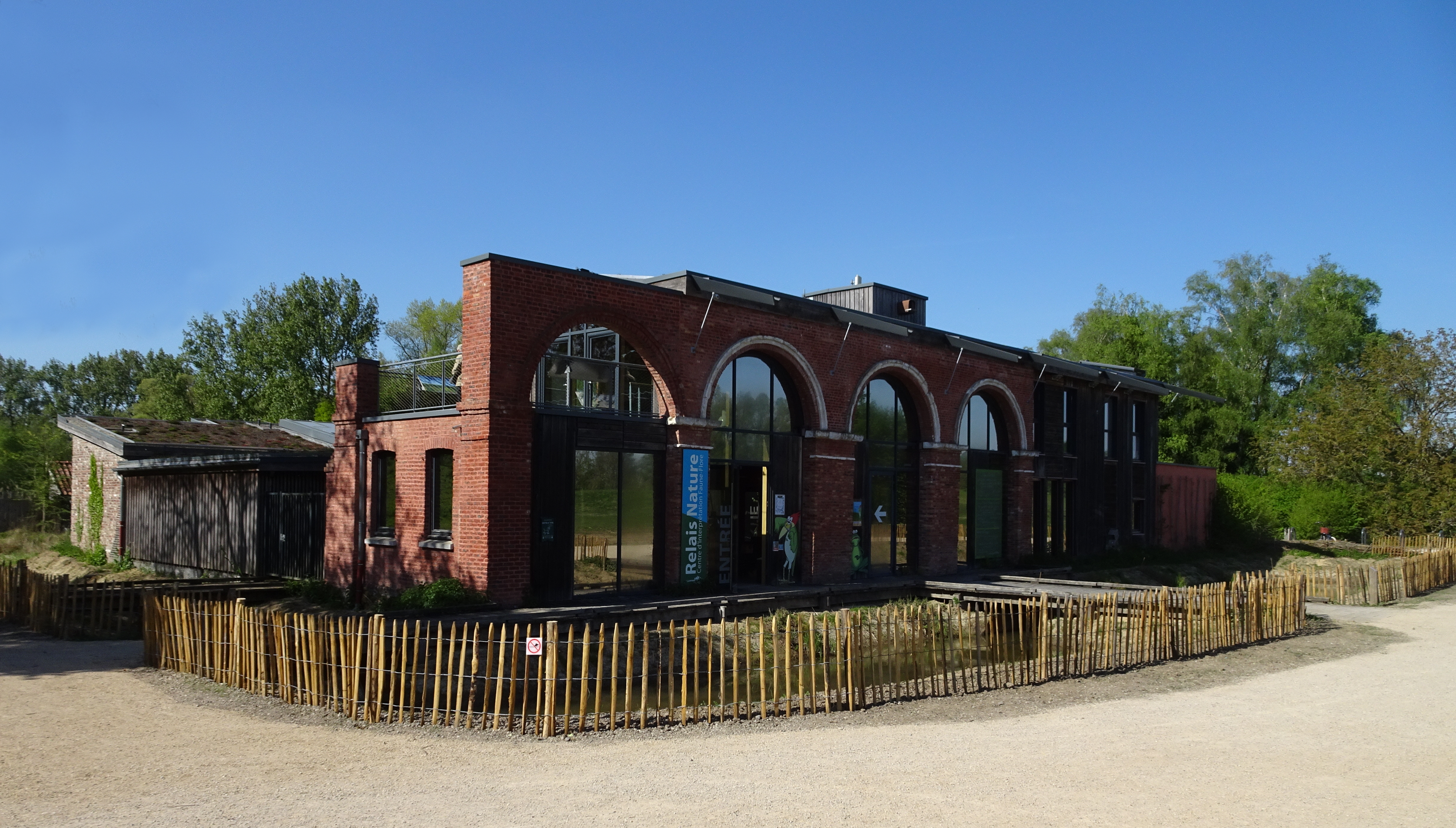
Relais Nature du Parc de la Deûle (Santes)

## Vocation écologique

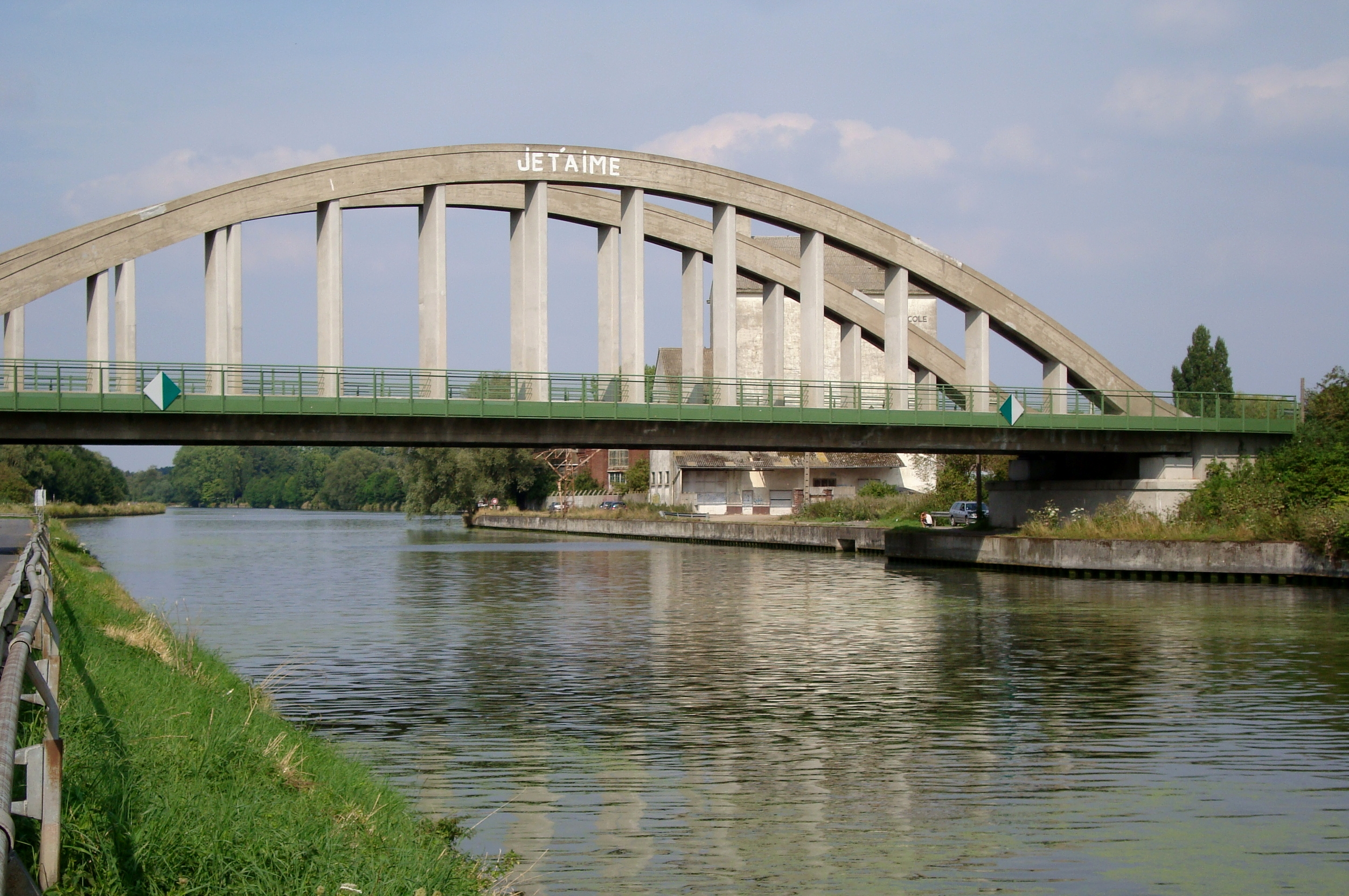
Un pont sur la Deûle à Santes

Elle s'appuie sur des inventaires naturalistes anciens et récents qui montrent qu'une forte potentialité écologique caractérise toujours cette zone, identifiée comme un des noyaux de la trame verte communautaire et régionale.
Le projet a inclus dès son lancement le principe de restauration écologique, de gestion restauratoire et de remise en connexion biologique fonctionnelle des vallées de la Lys, de la Deûle, et de la Marque, ainsi que sur une restauration écologique du canal de Roubaix, du canal de Seclin et vers la Trame verte voisine du bassin minier du Nord-Pas-de-Calais, ceci dans un le cadre d'un projet de « Schéma directeur vert » formalisé dans les années 1990, avec le monde agricole et divers partenaires (dont l'Agence de l'eau, le conseil régional du Nord-Pas-de-Calais, la DIREN et le département du Nord). Il s'inscrit dans les dynamiques de renaturation périurbaine et fait partie du réseau international Periurban parks.  On découvre régulièrement des espèces patrimoniales dans le parc, dont dernièrement (2010) l'astragale glycyphyllos, rare dans cette région.

## Gestion
La gestion du Parc se veut écologique, restauratoire et donc différenciée. Elle est assurée par l'Espace Naturel Lille Métropole de la MEL (Métropole européenne de Lille).
Une équipe d'écogardes est créée avec le soutien du Conseil régional qui contribuent à la surveillance du site, en particulier à sa surveillance environnementale.